# Прилісненська сільська рада
| Прилісненська сільська рада Прилісненської сільської територіальної громади (до 2016 року — Прилісненська сільська рада Маневицького району Волинської області) — орган місцевого самоврядування Прилісненської сільської територіальної громади Волинської області з розміщенням у с. Прилісне. Рада складається з 22-х депутатів та голови. Перші вибори депутатів ради громади та сільського голови відбулись 11 грудня 2016 року. Було обрано 22 депутати ради, з них (за суб'єктами висування): 9 — самовисуванці, 7 — Всеукраїнське об'єднання «Батьківщина», 3 — УКРОП, Об'єднання «Самопоміч» — 2, Аграрна партія України — 1. |

Головою громади обрали самовисуванця Ігоря Терещенка, члена «Батьківщини», заступника голови Маневицької районної ради.
Відповідно до інформації офіційної сторінки, в раді працюють три постійні депутатські комісії:
- з питань планування,  місцевого бюджету, фінансів, соціально-економічного розвитку та комунальної власності;
- з питань  освіти, охорони здоров’я, культури, спорту, побутового і торгівельного обслуговування та соціального захисту населення;
- з питань  будівництва, земельних відносин, екології, благоустрою та природних ресурсів.

## Історія
Історична дата утворення: в 1944 році. До 23 грудня 2016 року — адміністративно-територіальна одиниця у Маневицькому районі Волинської області з підпорядкуванням села Прилісне.
До 2016 року рада складалась з 18 депутатів та голови, мала площу 52,02 км².

### Керівний склад ради
| ПІБ                    | Основні відомості                                                                                                | Дата обрання | Дата звільнення |
| ---------------------- | --- | ------------ | --------------- |
| Ліщук Михайло Іванович | Сільський голова, 1961 року народження, освіта, безпартійний                                                     | 26.03.2006   | 01.08.2009      |
| Сахнік Тетяна Яківна   | Сільський голова, 1957 року народження, освіта, член партії Єдиний Центр                                         | 15.03.2009   | 31.10.2010      |
| Терещенко Ігор Ілліч   | Сільський голова, 1970 року народження, освіта середня спеціальна, член Всеукраїнського об'єднання «Батьківщина» | 31.10.2010   |                 |

Примітка: таблиця складена за даними джерела

## Населення
Згідно з переписом УРСР 1989 року чисельність наявного населення сільської ради становила 3589 осіб, з яких 1762 чоловіки та 1827 жінок.
За переписом населення України 2001 року в сільській раді мешкало 2413 осіб.

### Мова
Розподіл населення за рідною мовою за даними перепису 2001 року:
| Мова       | Відсоток |
| ---------- | -------- |
| українська | 99,30 %  |
| російська  | 0,61 %   |
| білоруська | 0,04 %   |
| молдовська | 0,04 %   |